# Communauté d'agglomération du Beauvaisis
Pour les articles homonymes, voir CAB.
La communauté d'agglomération du Beauvaisis (CAB) est une communauté d'agglomération française, située dans le département de l'Oise et la région Hauts-de-France.

## Historique
La communauté d'agglomération du Beauvaisis (CAB) associe la ville-centre de Beauvais ainsi que ses communes périphériques.
Une première communauté d'agglomération du Beauvaisis est créée en par un arrêté préfectoral du 27 novembre 2003 qui a pris effet le 1er janvier 2004, elle regroupait les 17 communes qui faisaient partie de l'ancienne communauté de communes du Beauvaisis et les 14 communes qui les ont rejointes, dont Bonlier, Therdonne et Tillé, antérieurement membres de la communauté de communes rurales du Beauvaisis (CCRB).
Dans le cadre des dispositions de la loi portant nouvelle organisation territoriale de la République (Loi NOTRe) du 7 août 2015, qui prévoit que les établissements publics de coopération intercommunale (EPCI) à fiscalité propre doivent avoir un minimum de 15 000 habitants, le préfet de l'Oise a publié en octobre 2015 un projet de nouveau schéma départemental de coopération intercommunale, qui prévoit la fusion de plusieurs intercommunalités, et notamment l'agglomération du Beauvaisis et la CCRB, qui n'atteignait pas ce seuil démographique. Noailles et Berthecourt font alors part de leur souhait (infructueux) de rejoindre la nouvelle intercommunalité.
Après définition du périmètre de la nouvelle intercommunalité par arrêté préfectoral du 18 avril 2016 et vote des conseils municipaux, avec notamment l'avis favorable de celui de Beauvais en mai 2016, la nouvelle structure intercommunale, qui reprend la dénomination de Communauté d'agglomération du Beauvaisis regroupant 44 communes et environ 93 000 habitants, est créée au 1er janvier 2017.
En 2016, une nouvelle extension est envisagée par Caroline Cayeux, qui envisage l'intégration au-delà de 2017 des communes de Crèvecœur-le-Grand, Viefvillers, Rotangy, Auchy-la-Montagne, Luchy, Lachaussée-du-Bois-d'Écu, Maulers et Muidorge et Francastel soit 100 017 habitants sur 53 communes et 520,4 km2. Ces dernières ont en effet été intégrées contre leur gré le 1er janvier 2017 dans la communauté de communes de l'Oise Picarde, et font partie de l'aire urbaine de Beauvais. Compte tenu de leur proximité territoriale avec la ville préfecture, elles souhaitent voir leurs administrés profiter des équipements et des projets portés par la CAB.
Cette fusion est effective le 1er janvier 2018, portant la CAB à 53 communes et plus de 100 000 habitants. Cette population permet à la CAB de s'unir à l'agglomération de la Région de Compiègne et de la Basse Automne et à la communauté d'agglomération Creil Sud Oise pour créer en 2018 le Pôle métropolitain de l'Oise, afin de peser davantage au niveau régional et récupérer une partie des 135 M€ des fonds d'appuis que la région Hauts-de-France consacre « aux pôles métropolitains et grands espaces » pour la période 2016-2021.

## Territoire communautaire

### Composition
La communauté d'agglomération est composée des 53 communes suivantes :

| Nom                       | Code Insee | Gentilé             | Superficie (km2) | Population (dernière pop. légale) | Densité (hab./km2) |
| ------------------------- | ---------- | ------------------- | ---------------- | --------------------------------- | ------------------ |
| Beauvais (siège)          | 60057      | Beauvaisiens        | 33,31            | 55 906 (2022)                     | 1 678              |
| Allonne                   | 60009      | Allonnais           | 15,45            | 1 737 (2022)                      | 112                |
| Auchy-la-Montagne         | 60026      | Alchidiens          | 8,05             | 561 (2022)                        | 70                 |
| Auneuil                   | 60029      |                     | 27,33            | 2 895 (2022)                      | 106                |
| Auteuil                   | 60030      | Auteuillois         | 11,92            | 553 (2022)                        | 46                 |
| Bailleul-sur-Thérain      | 60041      | Bailleulois         | 9,5              | 2 328 (2022)                      | 245                |
| Berneuil-en-Bray          | 60063      |                     | 15,15            | 819 (2022)                        | 54                 |
| Bonlier                   | 60081      |                     | 4,47             | 472 (2022)                        | 106                |
| Bresles                   | 60103      | Breslois            | 20,99            | 4 032 (2022)                      | 192                |
| Crèvecœur-le-Grand        | 60178      | Crépicordiens       | 12,3             | 3 458 (2022)                      | 281                |
| Le Fay-Saint-Quentin      | 60230      |                     | 7,19             | 529 (2022)                        | 74                 |
| Fontaine-Saint-Lucien     | 60243      |                     | 7,25             | 176 (2022)                        | 24                 |
| Fouquenies                | 60250      | Fouquenisiens       | 6,35             | 405 (2022)                        | 64                 |
| Fouquerolles              | 60251      | Fouquerollois       | 10,21            | 297 (2022)                        | 29                 |
| Francastel                | 60253      | Francastellois      | 12,58            | 499 (2022)                        | 40                 |
| Frocourt                  | 60264      | Frocourtois         | 6,44             | 522 (2022)                        | 81                 |
| Goincourt                 | 60277      | Goincourtois        | 6,52             | 1 582 (2022)                      | 243                |
| Guignecourt               | 60290      | Guignecourtois      | 4,62             | 386 (2022)                        | 84                 |
| Haudivillers              | 60302      | Haudivillois        | 9,79             | 767 (2022)                        | 78                 |
| Herchies                  | 60310      |                     | 4,41             | 588 (2022)                        | 133                |
| Hermes                    | 60313      | Hermois             | 11,72            | 2 510 (2022)                      | 214                |
| Juvignies                 | 60328      |                     | 8,09             | 297 (2022)                        | 37                 |
| Lachaussée-du-Bois-d'Écu  | 60336      | Quenchillons        | 5,92             | 184 (2022)                        | 31                 |
| Lafraye                   | 60339      |                     | 5,53             | 350 (2022)                        | 63                 |
| Laversines                | 60355      |                     | 13,79            | 1 133 (2022)                      | 82                 |
| Litz                      | 60366      |                     | 9,76             | 370 (2022)                        | 38                 |
| Luchy                     | 60372      | Luchissois          | 10,79            | 670 (2022)                        | 62                 |
| Maisoncelle-Saint-Pierre  | 60376      |                     | 4,16             | 178 (2022)                        | 43                 |
| Aux Marais                | 60703      | Maraisiens          | 5,71             | 911 (2022)                        | 160                |
| Maulers                   | 60390      | Maulèrons           | 7,62             | 341 (2022)                        | 45                 |
| Milly-sur-Thérain         | 60403      | Millyens            | 19,57            | 1 878 (2022)                      | 96                 |
| Le Mont-Saint-Adrien      | 60428      |                     | 7,74             | 648 (2022)                        | 84                 |
| Muidorge                  | 60442      | Muidorgeois         | 5,34             | 135 (2022)                        | 25                 |
| La Neuville-en-Hez        | 60454      | Neuvillois          | 28,42            | 954 (2022)                        | 34                 |
| Nivillers                 | 60461      |                     | 7,65             | 211 (2022)                        | 28                 |
| Pierrefitte-en-Beauvaisis | 60490      |                     | 5,67             | 365 (2022)                        | 64                 |
| Rainvillers               | 60523      |                     | 6,5              | 892 (2022)                        | 137                |
| Rémérangles               | 60530      | Réméranglois        | 8,2              | 209 (2022)                        | 25                 |
| Rochy-Condé               | 60542      |                     | 6,38             | 999 (2022)                        | 157                |
| Rotangy                   | 60549      |                     | 9,78             | 233 (2022)                        | 24                 |
| La Rue-Saint-Pierre       | 60559      | Rue-Saint-Pierriens | 8,68             | 860 (2022)                        | 99                 |
| Saint-Germain-la-Poterie  | 60576      | Saint-Germinois     | 6,02             | 454 (2022)                        | 75                 |
| Saint-Léger-en-Bray       | 60583      | Léodégariens        | 4,43             | 376 (2022)                        | 85                 |
| Saint-Martin-le-Nœud      | 60586      | Martinodiens        | 5,46             | 1 080 (2022)                      | 198                |
| Saint-Paul                | 60591      |                     | 9,52             | 1 612 (2022)                      | 169                |
| Le Saulchoy               | 60608      |                     | 4,97             | 105 (2022)                        | 21                 |
| Savignies                 | 60609      |                     | 9,83             | 926 (2022)                        | 94                 |
| Therdonne                 | 60628      |                     | 8,98             | 1 175 (2022)                      | 131                |
| Tillé                     | 60639      | Tillois             | 14,8             | 1 294 (2022)                      | 87                 |
| Troissereux               | 60646      | Tressoriens         | 14,05            | 1 364 (2022)                      | 97                 |
| Velennes                  | 60663      | Vélennois           | 6,17             | 238 (2022)                        | 39                 |
| Verderel-lès-Sauqueuse    | 60668      |                     | 12,46            | 720 (2022)                        | 58                 |
| Warluis                   | 60700      | Warluisiens         | 11,44            | 1 220 (2022)                      | 107                |

### Démographie
| 1968   | 1975   | 1982   | 1990   | 1999   | 2010   | 2015    | 2021    |
| ------ | ------ | ------ | ------ | ------ | ------ | ------- | ------- |
| 74 417 | 85 131 | 87 417 | 93 130 | 96 899 | 99 909 | 100 436 | 103 890 |

## Administration

### Siège
Le siège de la communauté d'agglomération est 48 rue Desgroux à Beauvais.

### Élus
La communauté d'agglomération est administrée par son conseil communautaire composé, pour la mandature 2020-2026, de 101 délégués représentant chacune des communes membres et répartis sensiblement en fonction de leur population de la manière suivante :

- 44 délégués pour Beauvais ;

- 3 délégués pour Bresles ;

- 2 délégués pour Auneuil, Crèvecœur-le-Grand et Hermes ;

- 1 délégué ou son représentrant pour chacune des autres communes.

Au terme des élections municipales de 2020, le conseil communautaire restructuré a réélu, le 10 juillet 2020 sa présidente, Caroline Cayeux ainsi que ses 14 vice-présidents, qui sont : 
1. Gérard Hédin, maire de Saint-Paul, chargé de l'aménagement du territoire ;
2. Béatrice Lejeune, maire de Bailleul-sur-Thérain, chargée de la gestion des déchets ;
3. Jacques Doridam, conseiller municipal délégué de Beauvais, chargé des transports ;
4. Brigitte Lefebvre, première maire-adjointe de Savignies, chargée de l'équilibre social ;
5. Dominique Cordier, maire de Bresles, chargé de la prévention des risques ;
6. Jean-François Dufour, maire de La-Neuville-en-Hez, chargé du tourisme ;
7. Victor Debil-Caux, conseiller municipal délégué de Beauvais, chargé de l'environnement ;
8. Hans Dekkers, maire d’Auneuil, chargé de l'assainissement ;
9. Loïc Barbaras, conseiller municipal délégué de Beauvais, chargé du développement économique ;
10. Aymeric Bourleau, maire de Crèvecœur-le-Grand, chargé de l'enseignement supérieur ;
11. Antoine Salitot, conseiller municipal délégué de Beauvais, chargé de la culture ;
12. Christophe Tabary, maire de Aux Marais, chargé de l'animation du territoire ;
13. Charlotte Colignon, conseillère municipale de Beauvais, chargée de la santé et de la petite enfance ;
14. Ali Sahnoun, conseiller municipal de Beauvais, chargé des équipements sportifs.

Pour la mandature 2020-2026, le bureau de la communauté d'agglomération est constitué de 32 membres : la présidente, les 14 vice-présidents et 17 autres membres.

### Liste des présidents
| Période                                  | Période                        | Identité        | Étiquette        | Qualité |
| ---------------------------------------- | ------------------------------ | --------------- | ---------------- | --- |
| Les données manquantes sont à compléter. |                                |                 |                  | |
| 2004                                     | En cours (au 16 décembre 2022) | Caroline Cayeux | UMP, LR puis DVD | Enseignante en droit et en anglais Maire de Beauvais (2001 → 2022) Ministre déléguée aux collectivités locales (2022, → 2022) Sénatrice de l'Oise (2011 → 2017) Présidente de la fédération des villes moyennes de France (2014 → 2022) Présidente du Syndicat mixte de l'Aéroport de Beauvais-Tillé (2015 → ) Présidente de l'ANCT (2019 → 2022) Officier de la Légion d'honneur Réélue pour le mandat 2020-2026, |

### Compétences
L'intercommunalité exerce les compétences qui lui ont été transférées par les communes membres, dans les conditions déterminées par le Code général des collectivités territoriales.

### Régime fiscal
L'intercommunalité est un établissement public de coopération intercommunale à fiscalité propre, qui perçoit comme toutes les communautés d'agglomération la fiscalité professionnelle unique (FPU)  afin de financer l'exercice de ses compétences.
Celle-ci – qui a succédé à la taxe professionnelle unique (TPU) – assure une péréquation de ressources entre les communes résidentielles et celles dotées de zones d'activité.
Elle collecte également la taxe d'enlèvement des ordures ménagères (TEOM), qui finance le fonctionnement de ce service, ainsi que le versement mobilité, contribution payée par les entreprises pour financer le réseau de transport public de l'agglomération.

### Organismes de coopération
La CAB est membre d'autres organismes de droit public  et notamment de syndicats mixtes chargés de mener des politiques concertées avec d'autres collectivités.
En 2020, il s'agit notamment : 
- du syndicat mixte de l'aéroport de Beauvais-Tillé ;
- du Pôle métropolitain de l'Oise, créé en 2018 et qui comprend également l'agglomération de la Région de Compiègne et de la Basse Automne  et la communauté d'agglomération Creil Sud Oise, destiné à favoriser un développement équilibré et solidaire dans l’Oise en améliorant la compétitivité et l’attractivité du territoire afin d’attirer et de développer des activités économiques créatrices d’emplois, et en permettant l’aménagement et l’organisation de l’espace dans une logique de développement durable à une échelle métropolitaine dans les domaines suivants[30],[31] : 
  - accompagnement des mutations industrielles ;
  - offrir un environnement favorable aux entreprises et à leurs salariés ;
  - soutenir l’innovation et le développement de nouvelles filières
  - valoriser l’image de territoire d’innovation et d’industrie.

- Syndicat mixte du SCOT Beauvaisis-Clermontois ;
- Syndicat mixte du département de l'Oise, pour le transport et le traitement des déchets ménagers et assimilés ;
- Syndicat mixte des transports collectifs de l'Oise ;
- PETR du Grand Beauvaisis[32]

- Divers syndicats des eaux et syndicats de gestion des rivières (Thérain, Brèche, Avelon).

## Projets et réalisations
Conformément aux dispositions légales, une communauté d'agglomération a pour objet d'associer « au sein d'un espace de solidarité, en vue d'élaborer et conduire ensemble un projet commun de développement urbain et d'aménagement de leur territoire ».

### Transports
LA CAB est autorité organisatrice de la mobilité (AOM). À ce titre, elle est le propriétaire du réseau d'autobus dénommé depuis 2010 Corolis et qui dessert Beauvais et l'agglomération.
L'agglo est membre du Syndicat mixte de l'Aéroport de Beauvais-Tillé, fondé le 20 octobre 2006, aux côtés de la région et du département de l'Oise. Ce syndicat est propriétaire de l'aéroport de Beauvais-Tillé.